# Serie A 2001-2002
La Serie A 2001-2002 è stata la 100ª edizione della massima serie del campionato italiano di calcio (la 70ª a girone unico), disputata tra il 26 agosto 2001 e il 5 maggio 2002 e conclusa con la vittoria della Juventus, al suo ventiseiesimo titolo.
Capocannonieri del torneo sono stati Dario Hübner (Piacenza) e David Trezeguet (Juventus) con 24 reti a testa.

## Stagione

### Calciomercato
Decisa a tornare alla vittoria dopo un triennio avaro di successi, la Juventus richiamò in panchina Marcello Lippi e, ceduti due punti fermi del recente passato come Zidane al Real Madrid – per la cifra di 150 miliardi di lire, all'epoca il trasferimento più costoso nella storia del calcio – e Filippo Inzaghi al Milan, compì un corposo rinnovamento della rosa: i maggiori acquisti furono la futura bandiera Buffon più Thuram dal Parma, e Nedvěd e Salas dalla Lazio; inoltre in attacco, al fianco del neocapitano Del Piero, venne definitivamente promosso a titolare lo scalpitante Trezeguet.
Una Roma campione uscente, invece, operò poche mosse, tra cui gli acquisti di Panucci in difesa, il promettente portiere Pelizzoli chiamato a fare da riserva al confermato Antonioli e, soprattutto, il talento offensivo Cassano, strappato alle mire delle altre big italiane.

Pavel Nedvěd, passato dalla Lazio alla Juventus: dopo avere superato iniziali difficoltà di ambientamento a Torino, nella tornata conclusiva le prestazioni del ceco saranno decisive nella rincorsa della squadra bianconera allo scudetto.

Cambiamenti anche per le milanesi: l'Inter, ingaggiato l'argentino Héctor Cúper in panchina, reduce da due esaltanti stagioni con il Valencia, puntellò la retroguardia col portiere Toldo e il difensore Materazzi, rivoluzionò il centrocampo con gli arrivi di Conceição e Cristiano Zanetti, mentre in attacco, confermato Vieri, offrì un'altra possibilità ai rientranti Kallon e Ventola, in attesa del pieno recupero fisico di Ronaldo, nonché del ritorno in campo di un Recoba ancora bloccato da una lunga squalifica; i concittadini del Milan, invece, oltre a Inzaghi, si limitarono a poche altre mosse, attingendo da una Fiorentina in crisi per il tecnico Fatih Terim e il fantasista Rui Costa; inizialmente passato sottotraccia, arrivò in rossonero anche l'ex interista Pirlo.
La Lazio, persi i succitati Salas e Nedved, oltre a Verón, accolse Stam in difesa e Mendieta e l'ex Parma Fiore a centrocampo; i succitati ducali, a posteriori ormai nella fase declinante dell'era Tanzi, cercarono di mantenersi su buoni livelli con gli arrivi di Frey, Nakata e Şükür, mentre la Fiorentina, che andrà suo malgrado incontro a una delle annate più tribolate della sua storia, al principio confidava ancora in un campionato di spessore grazie alle giocate di Morfeo e, da gennaio, ai gol di Adriano. Anche l'Udinese scelse di rimpolpare l'attacco con l'acquisto di Di Michele. Cauet e Cristiano Lucarelli andarono invece a vestire la maglia granata del Torino vincitore del campionato cadetto.

Il promettente fantasista Antonio Cassano, rinforzo della Roma campione uscente.

In una stagione che si rivelerà tanto incerta e combattuta, ai nastri di partenza passò inizialmente in secondo piano il debutto della matricola Chievo e, di conseguenza, l'arrivo in massima serie del derby veronese con il Verona: la città veneta diventò la quinta a poter vantare una stracittadina in A dopo Genova, Milano, Roma e Torino. Per la loro prima avventura nell'élite del calcio italiano, i clivensi si rinforzarono con elementi non ancora sbocciati appieno, come Lupatelli e Perrotta, e con il ritorno di Legrottaglie; i concittadini scaligeri accolsero invece, tra gli altri, Frick e Paolo Cannavaro.
Per quanto concerne le altre neopromosse, il Venezia cercò di dare qualità al suo undici titolare con l'inserimento di Vannucchi, mentre il Piacenza ricorse all'esperienza di Di Francesco e ai gol di Hübner, prolifico bomber di provincia. Il Brescia si segnalò per l'arrivò dal Barcellona del plurititolato Guardiola, assieme a quello del nuovo terminale offensivo Toni, con quest'ultimo che andò a formare un tridente coi confermati Roberto Baggio e Tare. Tra le sorprese della precedente annata, il Perugia continuò nella sua opera di valorizzazione dei giovani dando stavolta fiducia all'esterno Grosso, pescato in Serie C2; a stagione in corso gli umbri integreranno poi in rosa la punta Bazzani. L'Atalanta sostituì tra i pali Pelizzoli con l'esperto Taibi, ampliando poi con Comandini il suo parco attaccanti.
Infine, in un campionato che vide la quasi totalità delle squadre partecipanti localizzata nell'area centro-settentrionale del Paese, spettò ai salentini del Lecce, che si affidarono agli uruguaiani Giacomazzi e Chevantón, il compito di rappresentare da soli l'intero Mezzogiorno d'Italia.

### Avvenimenti

#### Girone di andata

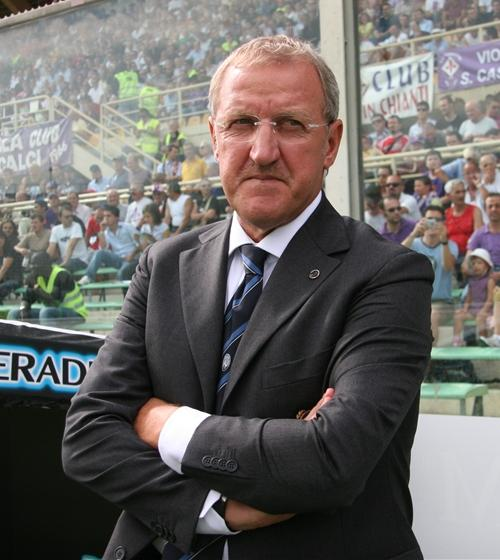
Luigi Delneri, allenatore della sorpresa Chievo: la piccola matricola veronese, esordiente in Serie A, s'inserì stabilmente ai vertici della classifica arrivando a marciare, per vari tratti del girone di andata, persino quale capolista.

Carlo Ancelotti, subentrato a stagione in corso all'esonerato Fatih Terim, guida un Milan in crisi a un insperato quarto posto.

Ai nastri di partenza del campionato i favori del pronostico riguardavano Roma e Juventus, con la Lazio e le milanesi a loro volta insignite di buone aspettative. A destare sorpresa fu invece la matricola Chievo, espressione di un piccolo borgo veronese e prima squadra capace di completare la scalata dell'intera piramide calcistica italiana, che, dopo due turni, si trovò a guidare la classifica a pari merito con la Juventus. L'inedito scontro di vertice si consumò già alla terza giornata, quando la vittoria in rimonta dei bianconeri consegnò loro il primato solitario; mentre la capitale conobbe un avvio stentato, coi biancocelesti che optarono per l'avvicendamento in panchina tra Dino Zoff e Alberto Zaccheroni, fu l'Inter di Cúper a emergere, sottraendo ai piemontesi il comando alla quinta giornata.
Il 21 ottobre 2001 i nerazzurri furono superati dai sempre più sorprendenti clivensi di Luigi Delneri, complice la battuta d'arresto nel derby meneghino: dal canto milanista il trionfo nella stracittadina rappresentò tra le poche note positive in un tormentato avvio di stagione, circostanza culminata nell'ingaggio di Carlo Ancelotti in luogo di Terim ai primi di novembre. Uno scenario complicato interessò inoltre la Fiorentina, alle cui difficoltà agonistiche si assommarono l'instabilità finanziaria e una serie di malumori in capo alla dirigenza. Mentre il Chievo continuò a segnalarsi per la buona qualità di gioco espressa – con le ali Luciano e Manfredini, il centrocampista Perrotta e le punte Marazzina e Corradi da annoverare tra i maggiori interpreti –, anche i concittadini del Verona seppero ritagliarsi un ruolo da protagonista: vincitori tra l'altro del primo derby dell'Arena tenutosi in massima serie, gli uomini di Alberto Malesani raggiunsero, dopo tale affermazione, un inatteso quarto posto.
L'avvicendamento in panchina parve giovare anche alla Lazio, ripresasi dalla partenza in sordina e nuovamente in grado di concorrere alle prime posizioni, con i rischi di retrocessione che invece minarono ben presto i cammini di Lecce e Venezia; a tentare di trarsi d'impaccio fu il Piacenza, alla cui classifica risultò determinante la vittoria contro una sempre più inguaiata Fiorentina.
Con la Juventus nel frattempo incappata in un periodo di crisi, a dicembre il vertice della graduatoria registrò una singolare alternanza tra Chievo, Inter e Roma: i clivensi, sempre più a loro agio ai piani alti della classifica, a metà del mese sbancarono San Siro nello scontro diretto, ma furono poi i lombardi a chiudere al comando l'anno solare; tuttavia, il 6 gennaio 2002 i nerazzurri, fermati sul pari dalla Lazio, vennero superati dai giallorossi, vittoriosi contro il Torino e aggiudicatisi il simbolico titolo d'inverno per il secondo anno consecutivo.

#### Girone di ritorno
La seconda parte del campionato certificò la resa dalla corsa scudetto del Milan – che pagò la prolungata assenza del suo centravanti Inzaghi, infortunatosi sul finire del girone di andata – e del Chievo, il cui ambiente, oltre ad affrontare una flessione sul piano dei risultati, per certi versi inevitabile data l'inesperienza dei gialloblù a un cammino di vertice, si ritrovò ulteriormente scosso a inizio marzo dalla morte dell'attaccante Mayélé in un incidente stradale.

Héctor Cúper, chiamato alla corte dell'Inter dopo essersi rivelato sulla panchina del Valencia, fallì sul filo di lana l'obiettivo di riportare i nerazzurri alla vittoria dello scudetto.

Di contro, la Juventus, dopo gli stenti autunnali, trovò la quadra risolvendo gli equivoci tattici che avevano frenato il rendimento di due elementi-chiave quali Thuram e, soprattutto, un Nedvěd fin lì decisamente involuto: col francese dirottato stabilmente a terzino e il ceco reinventatosi trequartista, gli uomini di Lippi rientrarono a pieno titolo nella lotta scudetto che divenne così a tre, con le pretendenti che si alternavano in vetta turno dopo turno. Il primo match point fu il 10 febbraio, riguardante Roma e Juventus: terminato a reti bianche, lo scontro permise alle pretendenti di staccare l'Inter, sconfitta a Bologna; il secondo scontro, invece, spedì i bianconeri al terzo posto poiché impattarono in maniera rocambolesca nel derby d'Italia a San Siro, mentre i giallorossi – trascinati da un Montella autore di una storica quaterna – vinsero nettamente la stracittadina; il terzo big match vide, infine, i nerazzurri prendere saldamente il comando grazie alla vittoria casalinga sulla Roma: causa concomitante caduta bianconera a Parma, la nuova situazione lasciò presagire la fine anticipata del campionato. Tuttavia, alla trentesima giornata, l'inattesa sconfitta interna dei meneghini contro l'Atalanta e l'altrettanto impronosticabile pari giallorosso sul terreno del già retrocesso Venezia permisero ai piemontesi, vittoriosi in goleada a Perugia, di riaprire improvvisamente i giochi per il titolo.
Ulteriori sorprese riservò il terzultimo turno, che vedeva le tre concorrenti tutte impegnate in trasferta: l'Inter sul campo del Chievo, la Roma dinanzi al Milan e la Juventus di scena a Piacenza. Se in prossimità del triplice fischio i nerazzurri, in vantaggio al Bentegodi, parevano avere ipotecato lo scudetto mentre le due inseguitrici permanevano sul pareggio, nei concitati minuti di recupero le simultanee marcature di bianconeri e gialloblù assottigliarono da un rassicurante +5 a un risicato +1 il vantaggio dei meneghini sui torinesi, i quali approfittarono anche del pari giallorosso a San Siro per sopravanzarli al secondo posto. Dopo le vittorie incrociate della penultima giornata, le tre squadre arrivarono quindi all'ultimo turno, fissato per il pomeriggio del 5 maggio 2002, in questa situazione di classifica: Inter 69 punti, Juventus 68, Roma 67.

Il centrocampista atalantino Cristiano Doni, autore di 16 reti che gli hanno valso la chiamata all'imminente.

Causa i troppi punti persi contro le provinciali, i giallorossi, impegnati al Delle Alpi contro il Torino, nutrivano poche speranze di bissare il tricolore. Più fiduciosa era la Juventus, di scena sul campo di un'Udinese che la settimana prima aveva raggiunto la salvezza grazie alla rocambolesca vittoria esterna contro il già retrocesso Lecce. I piemontesi confidavano soprattutto nella Lazio che sfidava proprio l'Inter e che, con una vittoria e stante risultati favorevoli dagli altri campi, poteva ancora sperare di raggiungere la qualificazione alla Coppa UEFA; tuttavia, l'intero pomeriggio sembrava vivere unicamente sull'attesa di un annunciato trionfo nerazzurro, tanto che la stessa tifoseria biancoceleste – sia per il saldo gemellaggio con la curva milanese sia per disprezzo nei confronti della propria dirigenza, nonché per timore che lo scudetto potesse nuovamente finire appannaggio in primis dei concittadini e rivali giallorossi – si era pubblicamente schierata a favore di un successo interista, "scaricando" di fatto la loro squadra e colorando di nerazzurro l'intero Olimpico.
Come da pronostico, al Friuli già in avvio la Juventus archiviò la pratica con i gol di Trezeguet, capocannoniere del campionato, e del numero dieci Del Piero, mentre a Roma, come sessantasette anni prima, inaspettatamente l'Inter perse per 4-2 una partita passata agli annali: all'immediato vantaggio ospite rispose un primo pareggio dei padroni di casa; tuttavia, quando a metà frazione l'Inter tornò nuovamente avanti, partita e classifica sembravano già scritti. Ciò nonostante, allo scoccare dell'intervallo arrivò il secondo pareggio dei biancocelesti, che poi nella ripresa trovarono il definitivo sorpasso su di un'Inter che, al rientro dagli spogliatoi, incappò in un deciso crollo atletico e, ancor più, mentale: vari giocatori nerazzurri vennero colti da crisi di pianto nel bel mezzo della sfida, vedendosi sfuggire al fotofinish un trofeo che in casa meneghina continuava a mancare ormai dall'edizione 1988-1989.

L'allenatore juventino Marcello Lippi (a sinistra) e il suo attaccante David Trezeguet (al centro) – quest'ultimo capocannoniere del campionato con 24 reti, tutte su azione – in festa tra i tifosi bianconeri nel pomeriggio di Udine per l'insperato scudetto del «cinque maggio».

A Udine la Juventus colse così il suo 26º scudetto, vinto da una squadra capace di arrivare al rush finale in migliori condizioni fisiche rispetto agli avversari, nonché lucida e stoica nel credere fino in fondo a una rimonta apparsa, a tratti, proibitiva. Complice la contemporanea vittoria della Roma sui granata, l'Inter portò suo malgrado a termine un harakiri che la fece scivolare al terzo posto della graduatoria, relegandola alla disputa dei preliminari di Champions League. L'epilogo di questo campionato, considerato tra i più belli e avvincenti da trent'anni a quella parte, rimase impresso nella memoria collettiva per gli anni a venire, tanto che, da allora, il «cinque maggio» è divenuta una delle date "simbolo" nella storia del calcio italiano, ricordata con opposti sentimenti dalle due tifoserie e presto trasformatasi in uno dei pilastri della mai sopita rivalità bianconerazzurra.
Grazie anche al successo sull'Inter la Lazio entrò dunque in zona UEFA, a spese di un Bologna battuto di una sola lunghezza. Fu Europa anche per il Chievo quinto in classifica, neopromossa che si affacciava subito al palcoscenico continentale: dopo aver superato una crisi di risultati che durò fino alla primavera, la matricola clivense si riprese fino a cullare il sogno della zona Champions, piazzamento che alla fine fu appannaggio del favorito Milan.

Il piacentino Dario Hübner, l'altro capocannoniere ex aequo: all'età di 35 anni è, al tempo, il più anziano capace di vincere la classifica marcatori della Serie A, record che gli sarà strappato nel 2015 dai 38 anni di Luca Toni.

Si salvarono in anticipo e tranquillamente il Perugia, l'Atalanta della rivelazione Doni, centrocampista che emerse a sorpresa in classifica marcatori, ottenendo così la convocazione al campionato del mondo 2002, il neopromosso Torino, ammesso all'Intertoto in sostituzione degli stessi orobici e un Parma in decisa caduta, che, tuttavia, strappò un posto in Coppa UEFA grazie all'affermazione in Coppa Italia.
La lotta di fondo classifica aveva già visto abdicare con largo anticipo il Venezia, che mollò con ben sette turni di anticipo, seguito, tre giornate più avanti, da una Fiorentina preda di una doppia crisi, sportiva e finanziaria: i gigliati, protagonisti di un campionato anonimo, solo in parte poterono recriminare per il grave infortunio che, dopo poche settimane, li aveva privati del bottino sottorete di Enrico Chiesa. Per i toscani i guai proseguiranno fino all'estate seguente, quando arriverà dapprima il fallimento del club di Cecchi Gori e, dopo la costituzione di una nuova società, la ripartenza dalla Serie C2.
Il resto della bagarre per la salvezza si trascinò invece fino all'ultimo turno, con tre formazioni ancora a rischio: a farne le spese fu il Verona, in caduta libera dopo l'ottimo girone di andata, sconfitto nello scontro diretto contro il Piacenza dell'altro capocannoniere Hübner e tradito dalla contemporanea vittoria sul Bologna del Brescia, precipitato nella tornata di ritorno per via dei guai fisici occorsi al suo trascinatore Roberto Baggio – tuttavia protagonista di un vero e proprio "miracolo" sportivo, tornando in campo a 77 giorni da una rottura del legamento crociato anteriore.

## Squadre partecipanti

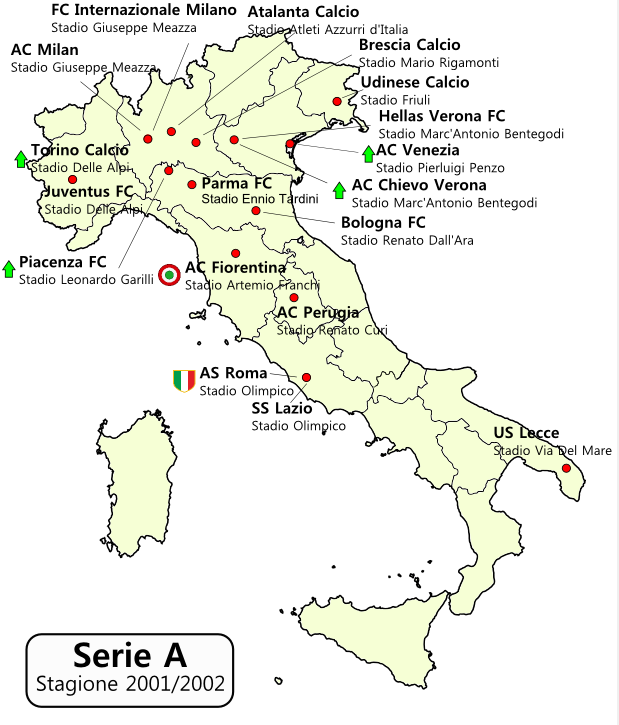
Ubicazione delle squadre della Serie A 2001-2002

| Club       | Stagione | Città    | Stadio                         | Stagione precedente           |
| ---------- | -------- | -------- | ------------------------------ | ----------------------------- |
| Atalanta   | dettagli | Bergamo  | Stadio Atleti Azzurri d'Italia | 7º posto in Serie A           |
| Bologna    | dettagli | Bologna  | Stadio Renato Dall'Ara         | 10º posto in Serie A          |
| Brescia    | dettagli | Brescia  | Stadio Mario Rigamonti         | 8º posto in Serie A           |
| Chievo     | dettagli | Verona   | Stadio Marcantonio Bentegodi   | 3º posto in Serie B, promosso |
| Fiorentina | dettagli | Firenze  | Stadio Artemio Franchi         | 9º posto in Serie A           |
| Inter      | dettagli | Milano   | Stadio Giuseppe Meazza         | 5º posto in Serie A           |
| Juventus   | dettagli | Torino   | Stadio delle Alpi              | 2º posto in Serie A           |
| Lazio      | dettagli | Roma     | Stadio Olimpico di Roma        | 3º posto in Serie A           |
| Lecce      | dettagli | Lecce    | Stadio Via del Mare            | 13º posto in Serie A          |
| Milan      | dettagli | Milano   | Stadio Giuseppe Meazza         | 6º posto in Serie A           |
| Parma      | dettagli | Parma    | Stadio Ennio Tardini           | 4º posto in Serie A           |
| Perugia    | dettagli | Perugia  | Stadio Renato Curi             | 11º posto in Serie A          |
| Piacenza   | dettagli | Piacenza | Stadio Leonardo Garilli        | 2º posto in Serie B, promosso |
| Roma       | dettagli | Roma     | Stadio Olimpico di Roma        | 1º posto in Serie A           |
| Torino     | dettagli | Torino   | Stadio delle Alpi              | 1º posto in Serie B, promosso |
| Udinese    | dettagli | Udine    | Stadio Friuli                  | 12º posto in Serie A          |
| Venezia    | dettagli | Venezia  | Stadio Pier Luigi Penzo        | 4º posto in Serie B, promosso |
| Verona     | dettagli | Verona   | Stadio Marcantonio Bentegodi   | 14º posto in Serie A          |

## Allenatori e primatisti
| Squadra    | Allenatore | Calciatore più presente                   | Cannoniere             |
| ---------- | --- | ----------------------------------------- | ---------------------- |
| Atalanta   | Giovanni Vavassori | Luciano Zauri (33)                        | Cristiano Doni (16)    |
| Bologna    | Francesco Guidolin | Gianluca Pagliuca (34)                    | Julio Cruz (10)        |
| Brescia    | Carlo Mazzone | Luca Castellazzi (34)                     | Luca Toni (13)         |
| Chievo     | Luigi Delneri | Salvatore Lanna, Cristiano Lupatelli (33) | Massimo Marazzina (13) |
| Fiorentina | Roberto Mancini (1ª-17ª) Luciano Chiarugi e Angelo Adamo Gregucci (18ª) Ottavio Bianchi (19ª-29ª) Luciano Chiarugi (30ª-34ª)                         | Angelo Di Livio (32)                      | Adriano (6)            |
| Inter      | Héctor Cúper | Francesco Toldo, Javier Zanetti (34)      | Christian Vieri (22)   |
| Juventus   | Marcello Lippi | Gianluigi Buffon, David Trezeguet (34)    | David Trezeguet (24)   |
| Lazio      | Dino Zoff (1ª-3ª) Alberto Zaccheroni (4ª-34ª) | Stefano Fiore (30)                        | Hernán Crespo (13)     |
| Lecce      | Alberto Cavasin (1ª-20ª) Delio Rossi (21ª-34ª) | Max Tonetto (32)                          | Ernesto Chevantón (11) |
| Milan      | Antonio Di Gennaro e Fatih Terim (1ª-5ª) Carlo Ancelotti (6ª) Antonio Di Gennaro e Fatih Terim (7ª-10ª) Carlo Ancelotti (11ª-34ª)                    | Christian Abbiati (34)                    | Andrij Ševčenko (14)   |
| Parma      | Renzo Ulivieri (1ª-5ª) Pietro Carmignani (6ª) Renzo Ulivieri (7ª-9ª) Pietro Carmignani (10ª) Daniel Passarella (11ª-15ª) Pietro Carmignani (16ª-34ª) | Marco Di Vaio (33)                        | Marco Di Vaio (20)     |
| Perugia    | Serse Cosmi | Zé Maria (34)                             | Fabio Bazzani (10)     |
| Piacenza   | Walter Novellino | Carmine Gautieri, Dario Hübner (33)       | Dario Hübner (24)      |
| Roma       | Fabio Capello | Damiano Tommasi (33)                      | Vincenzo Montella (13) |
| Torino     | Giancarlo Camolese | Fabio Galante, Simone Vergassola (33)     | Marco Ferrante (10)    |
| Udinese    | Roy Hodgson (1ª-5ª) Gian Piero Ventura (6ª) Roy Hodgson (7ª-14ª) Gian Piero Ventura (15ª-34ª)                                                        | Luis Helguera, David Pizarro (31)         | Roberto Muzzi (14)     |
| Venezia    | Cesare Prandelli (1ª-5ª) Alfredo Magni (6ª) Sergio Buso (7ª) Alfredo Magni (8ª-34ª)                                                                  | Filippo Maniero, Generoso Rossi (31)      | Filippo Maniero (18)   |
| Verona     | Alberto Malesani | Fabrizio Ferron (32)                      | Adrian Mutu (12)       |

## Classifica finale
Classifica tratta dal sito della Lega Serie A.
|        | Pos. | Squadra    | Pt | G  | V  | N  | P  | GF | GS | DR  |
| ------ | ---- | ---------- | -- | -- | -- | -- | -- | -- | -- | --- |
|        | 1.   | Juventus   | 71 | 34 | 20 | 11 | 3  | 64 | 23 | +41 |
|        | 2.   | Roma       | 70 | 34 | 19 | 13 | 2  | 58 | 24 | +34 |
|        | 3.   | Inter      | 69 | 34 | 20 | 9  | 5  | 62 | 35 | +27 |
|        | 4.   | Milan      | 55 | 34 | 14 | 13 | 7  | 47 | 33 | +14 |
|        | 5.   | Chievo     | 54 | 34 | 14 | 12 | 8  | 57 | 52 | +5  |
|        | 6.   | Lazio      | 53 | 34 | 14 | 11 | 9  | 50 | 37 | +13 |
|        | 7.   | Bologna    | 52 | 34 | 15 | 7  | 12 | 40 | 40 | 0   |
|        | 8.   | Perugia    | 46 | 34 | 13 | 7  | 14 | 38 | 46 | -8  |
|        | 9.   | Atalanta   | 45 | 34 | 12 | 9  | 13 | 41 | 50 | -9  |
| [ 83 ] | 10.  | Parma      | 44 | 34 | 12 | 8  | 14 | 43 | 47 | -4  |
|        | 11.  | Torino     | 43 | 34 | 10 | 13 | 11 | 37 | 39 | -2  |
|        | 12.  | Piacenza   | 42 | 34 | 11 | 9  | 14 | 49 | 43 | +6  |
|        | 13.  | Brescia    | 40 | 34 | 9  | 13 | 12 | 43 | 52 | -9  |
|        | 14.  | Udinese    | 40 | 34 | 11 | 7  | 16 | 41 | 52 | -11 |
|        | 15.  | Verona     | 39 | 34 | 11 | 6  | 17 | 41 | 53 | -12 |
|        | 16.  | Lecce      | 28 | 34 | 6  | 10 | 18 | 36 | 56 | -20 |
|        | 17.  | Fiorentina | 22 | 34 | 5  | 7  | 22 | 29 | 63 | -34 |
|        | 18.  | Venezia    | 18 | 34 | 3  | 9  | 22 | 30 | 61 | -31 |

Legenda:
      Campione d'Italia e qualificata alla prima fase a gironi della UEFA Champions League 2002-2003.
      Qualificata alla prima fase a gironi della UEFA Champions League 2002-2003.
      Qualificate al terzo turno di qualificazione della UEFA Champions League 2002-2003.
      Qualificate al primo turno di Coppa UEFA 2002-2003.
      Ammesse al terzo o al secondo turno di Coppa Intertoto UEFA 2002.
      Retrocesse in Serie B 2002-2003.
Regolamento:
Tre punti a vittoria, uno a pareggio, zero a sconfitta.
A parità di punti valeva la classifica avulsa, eccetto per l'assegnazione dello scudetto, dei posti salvezza-retrocessione e qualificazione-esclusione dalla Coppa UEFA/Champions League per i quali era previsto uno spareggio.
Note:
L'Atalanta rinuncia a disputare la Coppa Intertoto.
La Fiorentina, retrocessa sul campo in Serie B, viene successivamente esclusa dal torneo cadetto a causa del fallimento e si iscrive al campionato di Serie C2 con una nuova società, denominata Florentia Viola, che ne eredita la tradizione sportiva.

### Squadra campione
| Formazione tipo | Giocatori (presenze)      |
| --- | ------------------------- |
| Buffon Thuram Ferrara Iuliano Pessotto Zambrotta Tacchinardi Davids Nedvěd Trezeguet Del Piero | Gianluigi Buffon (34)     |
| Buffon Thuram Ferrara Iuliano Pessotto Zambrotta Tacchinardi Davids Nedvěd Trezeguet Del Piero | Lilian Thuram (30)        |
| Buffon Thuram Ferrara Iuliano Pessotto Zambrotta Tacchinardi Davids Nedvěd Trezeguet Del Piero | Ciro Ferrara (22)         |
| Buffon Thuram Ferrara Iuliano Pessotto Zambrotta Tacchinardi Davids Nedvěd Trezeguet Del Piero | Mark Iuliano (27)         |
| Buffon Thuram Ferrara Iuliano Pessotto Zambrotta Tacchinardi Davids Nedvěd Trezeguet Del Piero | Gianluca Pessotto (29)    |
| Buffon Thuram Ferrara Iuliano Pessotto Zambrotta Tacchinardi Davids Nedvěd Trezeguet Del Piero | Gianluca Zambrotta (32)   |
| Buffon Thuram Ferrara Iuliano Pessotto Zambrotta Tacchinardi Davids Nedvěd Trezeguet Del Piero | Alessio Tacchinardi (28)  |
| Buffon Thuram Ferrara Iuliano Pessotto Zambrotta Tacchinardi Davids Nedvěd Trezeguet Del Piero | Edgar Davids (28)         |
| Buffon Thuram Ferrara Iuliano Pessotto Zambrotta Tacchinardi Davids Nedvěd Trezeguet Del Piero | Pavel Nedvěd (32)         |
| Buffon Thuram Ferrara Iuliano Pessotto Zambrotta Tacchinardi Davids Nedvěd Trezeguet Del Piero | David Trezeguet (34)      |
| Buffon Thuram Ferrara Iuliano Pessotto Zambrotta Tacchinardi Davids Nedvěd Trezeguet Del Piero | Alessandro Del Piero (32) |
| Altri giocatori: Cristian Zenoni (24), Antonio Conte (20), Enzo Maresca (16), Paolo Montero (16), Igor Tudor (14), Marcelo Zalayeta (11), Alessandro Birindelli (10), Michele Paramatti (10), Nicola Amoruso (9), Marcelo Salas (7), Fabián O'Neill (4). |                           |

## Risultati

### Tabellone
|            | Ata  | Bol  | Bre  | Chi  | Fio  | Int  | Juv  | Laz  | Lec  | Mil  | Par  | Per  | Pia  | Rom  | Tor  | Udi  | Ven  | Ver  |
| ---------- | ---- | ---- | ---- | ---- | ---- | ---- | ---- | ---- | ---- | ---- | ---- | ---- | ---- | ---- | ---- | ---- | ---- | ---- |
| Atalanta   | –––– | 2-2  | 0-0  | 1-2  | 2-0  | 2-4  | 0-2  | 0-1  | 2-1  | 1-1  | 4-1  | 2-1  | 1-1  | 1-1  | 1-1  | 1-5  | 1-0  | 1-0  |
| Bologna    | 1-0  | –––– | 2-1  | 3-1  | 3-2  | 2-1  | 0-0  | 2-0  | 4-3  | 2-0  | 1-0  | 2-1  | 1-2  | 1-3  | 1-0  | 0-1  | 1-1  | 2-1  |
| Brescia    | 3-3  | 3-0  | –––– | 2-2  | 3-0  | 1-3  | 0-4  | 1-1  | 1-1  | 2-2  | 1-4  | 3-0  | 2-2  | 0-0  | 1-2  | 2-0  | 3-2  | 0-0  |
| Chievo     | 2-1  | 2-0  | 1-1  | –––– | 2-2  | 2-2  | 1-3  | 3-1  | 2-1  | 1-1  | 1-0  | 2-0  | 4-2  | 0-3  | 3-0  | 1-2  | 1-1  | 2-1  |
| Fiorentina | 3-1  | 1-1  | 1-0  | 0-2  | –––– | 0-1  | 1-1  | 0-1  | 1-2  | 1-1  | 1-2  | 1-3  | 1-3  | 2-2  | 0-0  | 0-0  | 3-1  | 0-2  |
| Inter      | 1-2  | 1-0  | 2-1  | 1-2  | 2-0  | –––– | 2-2  | 0-0  | 2-0  | 2-4  | 2-0  | 4-1  | 3-1  | 3-1  | 0-0  | 3-2  | 2-1  | 3-0  |
| Juventus   | 3-0  | 2-1  | 5-0  | 3-2  | 2-1  | 0-0  | –––– | 1-1  | 3-0  | 1-0  | 3-1  | 2-0  | 2-0  | 0-2  | 3-3  | 3-0  | 4-0  | 1-0  |
| Lazio      | 2-0  | 2-2  | 5-0  | 1-1  | 3-0  | 4-2  | 1-0  | –––– | 1-0  | 1-1  | 0-0  | 5-0  | 1-1  | 1-5  | 0-0  | 2-0  | 4-2  | 5-4  |
| Lecce      | 0-2  | 1-0  | 1-3  | 2-3  | 4-1  | 1-2  | 0-0  | 1-2  | –––– | 0-1  | 1-1  | 2-3  | 0-0  | 1-1  | 1-1  | 1-2  | 2-1  | 1-1  |
| Milan      | 0-0  | 0-0  | 0-0  | 3-2  | 5-2  | 0-1  | 1-1  | 2-0  | 3-0  | –––– | 3-1  | 1-1  | 0-0  | 0-0  | 2-1  | 2-3  | 1-1  | 2-1  |
| Parma      | 1-1  | 2-1  | 1-0  | 0-0  | 2-0  | 2-2  | 1-0  | 1-0  | 1-1  | 0-1  | –––– | 2-1  | 2-2  | 1-2  | 0-1  | 2-0  | 2-1  | 2-2  |
| Perugia    | 2-0  | 1-0  | 1-1  | 2-2  | 2-0  | 0-2  | 0-4  | 0-0  | 2-1  | 3-1  | 2-1  | –––– | 1-0  | 0-0  | 2-0  | 1-2  | 2-0  | 3-1  |
| Piacenza   | 1-2  | 2-0  | 0-1  | 2-2  | 3-0  | 2-3  | 0-1  | 1-0  | 1-2  | 0-1  | 2-3  | 2-0  | –––– | 2-0  | 3-1  | 1-2  | 5-0  | 3-0  |
| Roma       | 3-1  | 3-1  | 0-0  | 5-0  | 2-1  | 0-0  | 0-0  | 2-0  | 5-1  | 1-0  | 3-1  | 1-0  | 2-0  | –––– | 1-0  | 1-1  | 1-0  | 3-2  |
| Torino     | 1-2  | 1-1  | 1-3  | 2-2  | 1-0  | 0-1  | 2-2  | 1-0  | 1-1  | 1-0  | 1-0  | 1-0  | 1-1  | 0-1  | –––– | 3-1  | 1-2  | 5-1  |
| Udinese    | 1-2  | 0-1  | 3-2  | 1-2  | 1-2  | 1-1  | 0-2  | 1-4  | 0-1  | 1-2  | 3-2  | 0-0  | 1-1  | 1-1  | 2-2  | –––– | 1-0  | 2-1  |
| Venezia    | 0-1  | 0-1  | 1-2  | 0-0  | 2-0  | 1-1  | 1-2  | 0-0  | 1-1  | 1-4  | 3-4  | 0-2  | 2-3  | 2-2  | 1-1  | 2-1  | –––– | 0-1  |
| Verona     | 3-1  | 0-1  | 2-0  | 3-2  | 1-2  | 0-3  | 2-2  | 3-1  | 2-1  | 1-2  | 1-0  | 1-1  | 1-0  | 1-1  | 0-1  | 1-0  | 1-0  | –––– |

### Calendario
Il calendario fu sorteggiato il 31 luglio 2001. Le soste furono fissate al 2 settembre e 7 ottobre per le gare della Nazionale italiana, l'11 novembre per la Coppa Italia e il 30 dicembre per la pausa natalizia. Il turno pasquale, previsto il 31 marzo, fu anticipato al sabato. Il fine settimana di apertura previde un solo anticipo al sabato (alle 20:30) e un posticipo domenicale, allo stesso orario.
La sesta giornata, l'unica infrasettimanale, si sarebbe dovuta disputare il 10 ottobre; a causa della sovrapposizione con il calendario della Champions League (la cui prima giornata, l'11 e 12 settembre, non si disputò uniformemente in segno di lutto per gli attentati di New York) venne però rinviata al 19 dicembre, sempre di mercoledì. Per esprimere solidarietà alle vittime dell'attentato, le partite domenicali della terza giornata (16 settembre) ebbero inizio con un ritardo di 15'.
Relativamente agli orari, erano programmati due anticipi al sabato e un posticipo domenicale; la contemporaneità fu limitata agli ultimi 4 turni.
| andata (1ª) | andata (1ª) | 1ª giornata       | ritorno (18ª) | ritorno (18ª) |
|             |             |                   |               |               |
| 25 ago.     | 1-0         | Bologna-Atalanta  | 2-2           | 13 gen.       |
| 26 ago.     | 2-2         | Brescia-Milan     | 0-0           | 13 gen.       |
| 26 ago.     | 0-2         | Fiorentina-Chievo | 2-2           | 13 gen.       |
| 26 ago.     | 4-1         | Inter-Perugia     | 2-0           | 13 gen.       |
| 26 ago.     | 4-0         | Juventus-Venezia  | 2-1           | 13 gen.       |
| 26 ago.     | 1-1         | Lazio-Piacenza    | 0-1           | 13 gen.       |
| 26 ago.     | 1-1         | Lecce-Parma       | 1-1           | 13 gen.       |
| 26 ago.     | 2-2         | Udinese-Torino    | 1-3           | 13 gen.       |
| 26 ago.     | 1-1         | Verona-Roma       | 2-3           | 13 gen.       |

| andata (2ª) | andata (2ª) | 2ª giornata       | ritorno (19ª) | ritorno (19ª) |
|             |             |                   |               |               |
| 9 set.      | 0-2         | Atalanta-Juventus | 0-3           | 20 gen.       |
| 9 set.      | 2-0         | Chievo-Bologna    | 1-3           | 20 gen.       |
| 9 set.      | 5-2         | Milan-Fiorentina  | 1-1           | 20 gen.       |
| 9 set.      | 2-2         | Parma-Inter       | 0-2           | 20 gen.       |
| 8 set.      | 0-0         | Perugia-Lazio     | 0-5           | 20 gen.       |
| 9 set.      | 1-2         | Piacenza-Lecce    | 0-0           | 20 gen.       |
| 8 set.      | 1-1         | Roma-Udinese      | 1-1           | 20 gen.       |
| 9 set.      | 1-3         | Torino-Brescia    | 2-1           | 19 gen.       |
| 9 set.      | 0-1         | Venezia-Verona    | 0-1           | 20 gen.       |

| andata (1ª) | andata (1ª) | 1ª giornata       | ritorno (18ª) | ritorno (18ª) |
|             |             |                   |               |               |
| 25 ago.     | 1-0         | Bologna-Atalanta  | 2-2           | 13 gen.       |
| 26 ago.     | 2-2         | Brescia-Milan     | 0-0           | 13 gen.       |
| 26 ago.     | 0-2         | Fiorentina-Chievo | 2-2           | 13 gen.       |
| 26 ago.     | 4-1         | Inter-Perugia     | 2-0           | 13 gen.       |
| 26 ago.     | 4-0         | Juventus-Venezia  | 2-1           | 13 gen.       |
| 26 ago.     | 1-1         | Lazio-Piacenza    | 0-1           | 13 gen.       |
| 26 ago.     | 1-1         | Lecce-Parma       | 1-1           | 13 gen.       |
| 26 ago.     | 2-2         | Udinese-Torino    | 1-3           | 13 gen.       |
| 26 ago.     | 1-1         | Verona-Roma       | 2-3           | 13 gen.       |

| andata (2ª) | andata (2ª) | 2ª giornata       | ritorno (19ª) | ritorno (19ª) |
|             |             |                   |               |               |
| 9 set.      | 0-2         | Atalanta-Juventus | 0-3           | 20 gen.       |
| 9 set.      | 2-0         | Chievo-Bologna    | 1-3           | 20 gen.       |
| 9 set.      | 5-2         | Milan-Fiorentina  | 1-1           | 20 gen.       |
| 9 set.      | 2-2         | Parma-Inter       | 0-2           | 20 gen.       |
| 8 set.      | 0-0         | Perugia-Lazio     | 0-5           | 20 gen.       |
| 9 set.      | 1-2         | Piacenza-Lecce    | 0-0           | 20 gen.       |
| 8 set.      | 1-1         | Roma-Udinese      | 1-1           | 20 gen.       |
| 9 set.      | 1-3         | Torino-Brescia    | 2-1           | 19 gen.       |
| 9 set.      | 0-1         | Venezia-Verona    | 0-1           | 20 gen.       |

| andata (3ª) | andata (3ª) | 3ª giornata         | ritorno (20ª) | ritorno (20ª) |
|             |             |                     |               |               |
| 16 set.     | 1-0         | Bologna-Parma       | 1-2           | 26 gen.       |
| 16 set.     | 1-1         | Brescia-Lecce       | 3-1           | 27 gen.       |
| 16 set.     | 3-1         | Fiorentina-Atalanta | 0-2           | 27 gen.       |
| 16 set.     | 2-1         | Inter-Venezia       | 1-1           | 27 gen.       |
| 15 set.     | 3-2         | Juventus-Chievo     | 3-1           | 27 gen.       |
| 16 set.     | 0-0         | Lazio-Torino        | 0-1           | 27 gen.       |
| 16 set.     | 2-0         | Piacenza-Roma       | 0-2           | 27 gen.       |
| 16 set.     | 1-2         | Udinese-Milan       | 3-2           | 27 gen.       |
| 16 set.     | 1-1         | Verona-Perugia      | 1-3           | 27 gen.       |

| andata (4ª) | andata (4ª) | 4ª giornata     | ritorno (21ª) | ritorno (21ª) |
|             |             |                 |               |               |
| 23 set.     | 1-0         | Atalanta-Verona | 1-3           | 3 feb.        |
| 23 set.     | 4-2         | Chievo-Piacenza | 2-2           | 3 feb.        |
| 22 set.     | 0-0         | Lecce-Juventus  | 0-3           | 3 feb.        |
| 23 set.     | 2-0         | Milan-Lazio     | 1-1           | 3 feb.        |
| 23 set.     | 1-0         | Parma-Brescia   | 4-1           | 3 feb.        |
| 23 set.     | 1-2         | Perugia-Udinese | 0-0           | 3 feb.        |
| 23 set.     | 2-1         | Roma-Fiorentina | 2-2           | 3 feb.        |
| 23 set.     | 0-1         | Torino-Inter    | 0-0           | 2 feb.        |
| 23 set.     | 0-1         | Venezia-Bologna | 1-1           | 3 feb.        |

| andata (3ª) | andata (3ª) | 3ª giornata         | ritorno (20ª) | ritorno (20ª) |
|             |             |                     |               |               |
| 16 set.     | 1-0         | Bologna-Parma       | 1-2           | 26 gen.       |
| 16 set.     | 1-1         | Brescia-Lecce       | 3-1           | 27 gen.       |
| 16 set.     | 3-1         | Fiorentina-Atalanta | 0-2           | 27 gen.       |
| 16 set.     | 2-1         | Inter-Venezia       | 1-1           | 27 gen.       |
| 15 set.     | 3-2         | Juventus-Chievo     | 3-1           | 27 gen.       |
| 16 set.     | 0-0         | Lazio-Torino        | 0-1           | 27 gen.       |
| 16 set.     | 2-0         | Piacenza-Roma       | 0-2           | 27 gen.       |
| 16 set.     | 1-2         | Udinese-Milan       | 3-2           | 27 gen.       |
| 16 set.     | 1-1         | Verona-Perugia      | 1-3           | 27 gen.       |

| andata (4ª) | andata (4ª) | 4ª giornata     | ritorno (21ª) | ritorno (21ª) |
|             |             |                 |               |               |
| 23 set.     | 1-0         | Atalanta-Verona | 1-3           | 3 feb.        |
| 23 set.     | 4-2         | Chievo-Piacenza | 2-2           | 3 feb.        |
| 22 set.     | 0-0         | Lecce-Juventus  | 0-3           | 3 feb.        |
| 23 set.     | 2-0         | Milan-Lazio     | 1-1           | 3 feb.        |
| 23 set.     | 1-0         | Parma-Brescia   | 4-1           | 3 feb.        |
| 23 set.     | 1-2         | Perugia-Udinese | 0-0           | 3 feb.        |
| 23 set.     | 2-1         | Roma-Fiorentina | 2-2           | 3 feb.        |
| 23 set.     | 0-1         | Torino-Inter    | 0-0           | 2 feb.        |
| 23 set.     | 0-1         | Venezia-Bologna | 1-1           | 3 feb.        |

| andata (5ª) | andata (5ª) | 5ª giornata        | ritorno (22ª) | ritorno (22ª) |
|             |             |                    |               |               |
| 30 set.     | 3-3         | Brescia-Atalanta   | 0-0           | 10 feb.       |
| 30 set.     | 3-1         | Fiorentina-Venezia | 0-2           | 10 feb.       |
| 30 set.     | 1-0         | Inter-Bologna      | 1-2           | 10 feb.       |
| 29 set.     | 0-2         | Juventus-Roma      | 0-0           | 10 feb.       |
| 30 set.     | 0-0         | Lazio-Parma        | 0-1           | 10 feb.       |
| 30 set.     | 3-1         | Perugia-Milan      | 1-1           | 10 feb.       |
| 30 set.     | 3-1         | Piacenza-Torino    | 1-1           | 10 feb.       |
| 30 set.     | 1-2         | Udinese-Chievo     | 2-1           | 9 feb.        |
| 30 set.     | 2-1         | Verona-Lecce       | 1-1           | 10 feb.       |

| andata (6ª) | andata (6ª) | 6ª giornata         | ritorno (23ª) | ritorno (23ª) |
|             |             |                     |               |               |
| 19 dic.     | 1-1         | Atalanta-Milan      | 0-0           | 16 feb.       |
| 19 dic.     | 0-1         | Bologna-Udinese     | 1-0           | 17 feb.       |
| 30 gen.     | 3-1         | Chievo-Lazio        | 1-1           | 17 feb.       |
| 19 dic.     | 1-1         | Fiorentina-Juventus | 1-2           | 16 feb.       |
| 19 dic.     | 3-0         | Inter-Verona        | 3-0           | 17 feb.       |
| 19 dic.     | 2-3         | Lecce-Perugia       | 1-2           | 17 feb.       |
| 19 dic.     | 0-0         | Roma-Brescia        | 0-0           | 17 feb.       |
| 19 dic.     | 1-0         | Torino-Parma        | 1-0           | 17 feb.       |
| 19 dic.     | 2-3         | Venezia-Piacenza    | 0-5           | 17 feb.       |

| andata (5ª) | andata (5ª) | 5ª giornata        | ritorno (22ª) | ritorno (22ª) |
|             |             |                    |               |               |
| 30 set.     | 3-3         | Brescia-Atalanta   | 0-0           | 10 feb.       |
| 30 set.     | 3-1         | Fiorentina-Venezia | 0-2           | 10 feb.       |
| 30 set.     | 1-0         | Inter-Bologna      | 1-2           | 10 feb.       |
| 29 set.     | 0-2         | Juventus-Roma      | 0-0           | 10 feb.       |
| 30 set.     | 0-0         | Lazio-Parma        | 0-1           | 10 feb.       |
| 30 set.     | 3-1         | Perugia-Milan      | 1-1           | 10 feb.       |
| 30 set.     | 3-1         | Piacenza-Torino    | 1-1           | 10 feb.       |
| 30 set.     | 1-2         | Udinese-Chievo     | 2-1           | 9 feb.        |
| 30 set.     | 2-1         | Verona-Lecce       | 1-1           | 10 feb.       |

| andata (6ª) | andata (6ª) | 6ª giornata         | ritorno (23ª) | ritorno (23ª) |
|             |             |                     |               |               |
| 19 dic.     | 1-1         | Atalanta-Milan      | 0-0           | 16 feb.       |
| 19 dic.     | 0-1         | Bologna-Udinese     | 1-0           | 17 feb.       |
| 30 gen.     | 3-1         | Chievo-Lazio        | 1-1           | 17 feb.       |
| 19 dic.     | 1-1         | Fiorentina-Juventus | 1-2           | 16 feb.       |
| 19 dic.     | 3-0         | Inter-Verona        | 3-0           | 17 feb.       |
| 19 dic.     | 2-3         | Lecce-Perugia       | 1-2           | 17 feb.       |
| 19 dic.     | 0-0         | Roma-Brescia        | 0-0           | 17 feb.       |
| 19 dic.     | 1-0         | Torino-Parma        | 1-0           | 17 feb.       |
| 19 dic.     | 2-3         | Venezia-Piacenza    | 0-5           | 17 feb.       |

| andata (7ª) | andata (7ª) | 7ª giornata      | ritorno (24ª) | ritorno (24ª) |
|             |             |                  |               |               |
| 14 ott.     | 2-2         | Brescia-Chievo   | 1-1           | 24 feb.       |
| 14 ott.     | 3-3         | Juventus-Torino  | 2-2           | 24 feb.       |
| 13 ott.     | 2-0         | Lazio-Atalanta   | 1-0           | 24 feb.       |
| 14 ott.     | 4-1         | Lecce-Fiorentina | 2-1           | 24 feb.       |
| 14 ott.     | 1-1         | Milan-Venezia    | 4-1           | 24 feb.       |
| 14 ott.     | 2-2         | Parma-Piacenza   | 3-2           | 24 feb.       |
| 13 ott.     | 0-0         | Perugia-Roma     | 0-1           | 23 feb.       |
| 14 ott.     | 1-1         | Udinese-Inter    | 2-3           | 24 feb.       |
| 14 ott.     | 0-1         | Verona-Bologna   | 1-2           | 24 feb.       |

| andata (8ª) | andata (8ª) | 8ª giornata       | ritorno (25ª) | ritorno (25ª) |
|             |             |                   |               |               |
| 21 ott.     | 1-5         | Atalanta-Udinese  | 2-1           | 3 mar.        |
| 20 ott.     | 0-0         | Bologna-Juventus  | 1-2           | 3 mar.        |
| 21 ott.     | 1-0         | Chievo-Parma      | 0-0           | 13 mar.       |
| 21 ott.     | 0-2         | Fiorentina-Verona | 2-1           | 3 mar.        |
| 21 ott.     | 2-4         | Inter-Milan       | 1-0           | 3 mar.        |
| 21 ott.     | 0-1         | Piacenza-Brescia  | 2-2           | 3 mar.        |
| 21 ott.     | 5-1         | Roma-Lecce        | 1-1           | 3 mar.        |
| 21 ott.     | 1-0         | Torino-Perugia    | 0-2           | 3 mar.        |
| 21 ott.     | 0-0         | Venezia-Lazio     | 2-4           | 3 mar.        |

| andata (7ª) | andata (7ª) | 7ª giornata      | ritorno (24ª) | ritorno (24ª) |
|             |             |                  |               |               |
| 14 ott.     | 2-2         | Brescia-Chievo   | 1-1           | 24 feb.       |
| 14 ott.     | 3-3         | Juventus-Torino  | 2-2           | 24 feb.       |
| 13 ott.     | 2-0         | Lazio-Atalanta   | 1-0           | 24 feb.       |
| 14 ott.     | 4-1         | Lecce-Fiorentina | 2-1           | 24 feb.       |
| 14 ott.     | 1-1         | Milan-Venezia    | 4-1           | 24 feb.       |
| 14 ott.     | 2-2         | Parma-Piacenza   | 3-2           | 24 feb.       |
| 13 ott.     | 0-0         | Perugia-Roma     | 0-1           | 23 feb.       |
| 14 ott.     | 1-1         | Udinese-Inter    | 2-3           | 24 feb.       |
| 14 ott.     | 0-1         | Verona-Bologna   | 1-2           | 24 feb.       |

| andata (8ª) | andata (8ª) | 8ª giornata       | ritorno (25ª) | ritorno (25ª) |
|             |             |                   |               |               |
| 21 ott.     | 1-5         | Atalanta-Udinese  | 2-1           | 3 mar.        |
| 20 ott.     | 0-0         | Bologna-Juventus  | 1-2           | 3 mar.        |
| 21 ott.     | 1-0         | Chievo-Parma      | 0-0           | 13 mar.       |
| 21 ott.     | 0-2         | Fiorentina-Verona | 2-1           | 3 mar.        |
| 21 ott.     | 2-4         | Inter-Milan       | 1-0           | 3 mar.        |
| 21 ott.     | 0-1         | Piacenza-Brescia  | 2-2           | 3 mar.        |
| 21 ott.     | 5-1         | Roma-Lecce        | 1-1           | 3 mar.        |
| 21 ott.     | 1-0         | Torino-Perugia    | 0-2           | 3 mar.        |
| 21 ott.     | 0-0         | Venezia-Lazio     | 2-4           | 3 mar.        |

| andata (9ª) | andata (9ª) | 9ª giornata        | ritorno (26ª) | ritorno (26ª) |
|             |             |                    |               |               |
| 28 ott.     | 3-2         | Brescia-Venezia    | 2-1           | 10 mar.       |
| 28 ott.     | 3-0         | Chievo-Torino      | 2-2           | 10 mar.       |
| 27 ott.     | 0-0         | Juventus-Inter     | 2-2           | 9 mar.        |
| 28 ott.     | 0-2         | Lecce-Atalanta     | 1-2           | 10 mar.       |
| 28 ott.     | 0-0         | Milan-Bologna      | 0-2           | 10 mar.       |
| 28 ott.     | 2-2         | Parma-Verona       | 0-1           | 10 mar.       |
| 28 ott.     | 1-0         | Perugia-Piacenza   | 0-2           | 10 mar.       |
| 27 ott.     | 2-0         | Roma-Lazio         | 5-1           | 10 mar.       |
| 28 ott.     | 1-2         | Udinese-Fiorentina | 0-0           | 10 mar.       |

| andata (10ª) | andata (10ª) | 10ª giornata       | ritorno (27ª) | ritorno (27ª) |
|              |              |                    |               |               |
| 4 nov.       | 1-1          | Atalanta-Roma      | 1-3           | 16 mar.       |
| 4 nov.       | 3-2          | Bologna-Fiorentina | 1-1           | 17 mar.       |
| 4 nov.       | 2-0          | Inter-Lecce        | 2-1           | 17 mar.       |
| 4 nov.       | 5-0          | Lazio-Brescia      | 1-1           | 17 mar.       |
| 4 nov.       | 2-1          | Parma-Perugia      | 1-2           | 17 mar.       |
| 4 nov.       | 1-2          | Piacenza-Udinese   | 1-1           | 17 mar.       |
| 4 nov.       | 1-0          | Torino-Milan       | 1-2           | 17 mar.       |
| 3 nov.       | 0-0          | Venezia-Chievo     | 1-1           | 17 mar.       |
| 4 nov.       | 2-2          | Verona-Juventus    | 0-1           | 17 mar.       |

| andata (9ª) | andata (9ª) | 9ª giornata        | ritorno (26ª) | ritorno (26ª) |
|             |             |                    |               |               |
| 28 ott.     | 3-2         | Brescia-Venezia    | 2-1           | 10 mar.       |
| 28 ott.     | 3-0         | Chievo-Torino      | 2-2           | 10 mar.       |
| 27 ott.     | 0-0         | Juventus-Inter     | 2-2           | 9 mar.        |
| 28 ott.     | 0-2         | Lecce-Atalanta     | 1-2           | 10 mar.       |
| 28 ott.     | 0-0         | Milan-Bologna      | 0-2           | 10 mar.       |
| 28 ott.     | 2-2         | Parma-Verona       | 0-1           | 10 mar.       |
| 28 ott.     | 1-0         | Perugia-Piacenza   | 0-2           | 10 mar.       |
| 27 ott.     | 2-0         | Roma-Lazio         | 5-1           | 10 mar.       |
| 28 ott.     | 1-2         | Udinese-Fiorentina | 0-0           | 10 mar.       |

| andata (10ª) | andata (10ª) | 10ª giornata       | ritorno (27ª) | ritorno (27ª) |
|              |              |                    |               |               |
| 4 nov.       | 1-1          | Atalanta-Roma      | 1-3           | 16 mar.       |
| 4 nov.       | 3-2          | Bologna-Fiorentina | 1-1           | 17 mar.       |
| 4 nov.       | 2-0          | Inter-Lecce        | 2-1           | 17 mar.       |
| 4 nov.       | 5-0          | Lazio-Brescia      | 1-1           | 17 mar.       |
| 4 nov.       | 2-1          | Parma-Perugia      | 1-2           | 17 mar.       |
| 4 nov.       | 1-2          | Piacenza-Udinese   | 1-1           | 17 mar.       |
| 4 nov.       | 1-0          | Torino-Milan       | 1-2           | 17 mar.       |
| 3 nov.       | 0-0          | Venezia-Chievo     | 1-1           | 17 mar.       |
| 4 nov.       | 2-2          | Verona-Juventus    | 0-1           | 17 mar.       |

| andata (11ª) | andata (11ª) | 11ª giornata      | ritorno (28ª) | ritorno (28ª) |
|              |              |                   |               |               |
| 18 nov.      | 1-0          | Atalanta-Venezia  | 1-0           | 24 mar.       |
| 18 nov.      | 0-0          | Fiorentina-Torino | 0-1           | 24 mar.       |
| 18 nov.      | 3-1          | Juventus-Parma    | 0-1           | 23 mar.       |
| 18 nov.      | 1-0          | Lecce-Bologna     | 3-4           | 24 mar.       |
| 18 nov.      | 0-0          | Milan-Piacenza    | 1-0           | 24 mar.       |
| 18 nov.      | 1-1          | Perugia-Brescia   | 0-3           | 24 mar.       |
| 17 nov.      | 0-0          | Roma-Inter        | 1-3           | 24 mar.       |
| 18 nov.      | 1-4          | Udinese-Lazio     | 0-2           | 24 mar.       |
| 18 nov.      | 3-2          | Verona-Chievo     | 1-2           | 24 mar.       |

| andata (12ª) | andata (12ª) | 12ª giornata      | ritorno (29ª) | ritorno (29ª) |
|              |              |                   |               |               |
| 25 nov.      | 1-3          | Bologna-Roma      | 1-3           | 30 mar.       |
| 25 nov.      | 2-0          | Brescia-Udinese   | 2-3           | 30 mar.       |
| 25 nov.      | 2-0          | Chievo-Perugia    | 2-2           | 30 mar.       |
| 25 nov.      | 2-0          | Inter-Fiorentina  | 1-0           | 30 mar.       |
| 24 nov.      | 1-0          | Lazio-Juventus    | 1-1           | 30 mar.       |
| 25 nov.      | 0-1          | Parma-Milan       | 1-3           | 30 mar.       |
| 25 nov.      | 1-2          | Piacenza-Atalanta | 1-1           | 30 mar.       |
| 25 nov.      | 5-1          | Torino-Verona     | 1-0           | 30 mar.       |
| 25 nov.      | 1-1          | Venezia-Lecce     | 1-2           | 30 mar.       |

| andata (11ª) | andata (11ª) | 11ª giornata      | ritorno (28ª) | ritorno (28ª) |
|              |              |                   |               |               |
| 18 nov.      | 1-0          | Atalanta-Venezia  | 1-0           | 24 mar.       |
| 18 nov.      | 0-0          | Fiorentina-Torino | 0-1           | 24 mar.       |
| 18 nov.      | 3-1          | Juventus-Parma    | 0-1           | 23 mar.       |
| 18 nov.      | 1-0          | Lecce-Bologna     | 3-4           | 24 mar.       |
| 18 nov.      | 0-0          | Milan-Piacenza    | 1-0           | 24 mar.       |
| 18 nov.      | 1-1          | Perugia-Brescia   | 0-3           | 24 mar.       |
| 17 nov.      | 0-0          | Roma-Inter        | 1-3           | 24 mar.       |
| 18 nov.      | 1-4          | Udinese-Lazio     | 0-2           | 24 mar.       |
| 18 nov.      | 3-2          | Verona-Chievo     | 1-2           | 24 mar.       |

| andata (12ª) | andata (12ª) | 12ª giornata      | ritorno (29ª) | ritorno (29ª) |
|              |              |                   |               |               |
| 25 nov.      | 1-3          | Bologna-Roma      | 1-3           | 30 mar.       |
| 25 nov.      | 2-0          | Brescia-Udinese   | 2-3           | 30 mar.       |
| 25 nov.      | 2-0          | Chievo-Perugia    | 2-2           | 30 mar.       |
| 25 nov.      | 2-0          | Inter-Fiorentina  | 1-0           | 30 mar.       |
| 24 nov.      | 1-0          | Lazio-Juventus    | 1-1           | 30 mar.       |
| 25 nov.      | 0-1          | Parma-Milan       | 1-3           | 30 mar.       |
| 25 nov.      | 1-2          | Piacenza-Atalanta | 1-1           | 30 mar.       |
| 25 nov.      | 5-1          | Torino-Verona     | 1-0           | 30 mar.       |
| 25 nov.      | 1-1          | Venezia-Lecce     | 1-2           | 30 mar.       |

| andata (13ª) | andata (13ª) | 13ª giornata        | ritorno (30ª) | ritorno (30ª) |
|              |              |                     |               |               |
| 2 dic.       | 2-4          | Atalanta-Inter      | 2-1           | 7 apr.        |
| 2 dic.       | 1-0          | Bologna-Torino      | 1-1           | 6 apr.        |
| 2 dic.       | 1-3          | Fiorentina-Piacenza | 0-3           | 7 apr.        |
| 1° dic.      | 2-0          | Juventus-Perugia    | 4-0           | 7 apr.        |
| 2 dic.       | 1-2          | Lecce-Lazio         | 0-1           | 7 apr.        |
| 2 dic.       | 3-2          | Milan-Chievo        | 1-1           | 7 apr.        |
| 2 dic.       | 1-0          | Roma-Venezia        | 2-2           | 7 apr.        |
| 2 dic.       | 3-2          | Udinese-Parma       | 0-2           | 7 apr.        |
| 2 dic.       | 2-0          | Verona-Brescia      | 0-0           | 7 apr.        |

| andata (14ª) | andata (14ª) | 14ª giornata     | ritorno (31ª) | ritorno (31ª) |
|              |              |                  |               |               |
| 9 dic.       | 1-3          | Brescia-Inter    | 1-2           | 14 apr.       |
| 9 dic.       | 2-1          | Chievo-Lecce     | 3-2           | 14 apr.       |
| 9 dic.       | 3-0          | Lazio-Fiorentina | 1-0           | 14 apr.       |
| 9 dic.       | 1-1          | Milan-Juventus   | 0-1           | 14 apr.       |
| 9 dic.       | 1-2          | Parma-Roma       | 1-3           | 14 apr.       |
| 9 dic.       | 2-0          | Perugia-Venezia  | 2-0           | 14 apr.       |
| 8 dic.       | 2-0          | Piacenza-Bologna | 2-1           | 14 apr.       |
| 9 dic.       | 1-2          | Torino-Atalanta  | 1-1           | 14 apr.       |
| 9 dic.       | 2-1          | Udinese-Verona   | 0-1           | 14 apr.       |

| andata (13ª) | andata (13ª) | 13ª giornata        | ritorno (30ª) | ritorno (30ª) |
|              |              |                     |               |               |
| 2 dic.       | 2-4          | Atalanta-Inter      | 2-1           | 7 apr.        |
| 2 dic.       | 1-0          | Bologna-Torino      | 1-1           | 6 apr.        |
| 2 dic.       | 1-3          | Fiorentina-Piacenza | 0-3           | 7 apr.        |
| 1° dic.      | 2-0          | Juventus-Perugia    | 4-0           | 7 apr.        |
| 2 dic.       | 1-2          | Lecce-Lazio         | 0-1           | 7 apr.        |
| 2 dic.       | 3-2          | Milan-Chievo        | 1-1           | 7 apr.        |
| 2 dic.       | 1-0          | Roma-Venezia        | 2-2           | 7 apr.        |
| 2 dic.       | 3-2          | Udinese-Parma       | 0-2           | 7 apr.        |
| 2 dic.       | 2-0          | Verona-Brescia      | 0-0           | 7 apr.        |

| andata (14ª) | andata (14ª) | 14ª giornata     | ritorno (31ª) | ritorno (31ª) |
|              |              |                  |               |               |
| 9 dic.       | 1-3          | Brescia-Inter    | 1-2           | 14 apr.       |
| 9 dic.       | 2-1          | Chievo-Lecce     | 3-2           | 14 apr.       |
| 9 dic.       | 3-0          | Lazio-Fiorentina | 1-0           | 14 apr.       |
| 9 dic.       | 1-1          | Milan-Juventus   | 0-1           | 14 apr.       |
| 9 dic.       | 1-2          | Parma-Roma       | 1-3           | 14 apr.       |
| 9 dic.       | 2-0          | Perugia-Venezia  | 2-0           | 14 apr.       |
| 8 dic.       | 2-0          | Piacenza-Bologna | 2-1           | 14 apr.       |
| 9 dic.       | 1-2          | Torino-Atalanta  | 1-1           | 14 apr.       |
| 9 dic.       | 2-1          | Udinese-Verona   | 0-1           | 14 apr.       |

| andata (15ª) | andata (15ª) | 15ª giornata       | ritorno (32ª) | ritorno (32ª) |
|              |              |                    |               |               |
| 16 dic.      | 4-1          | Atalanta-Parma     | 1-1           | 21 apr.       |
| 16 dic.      | 2-1          | Bologna-Perugia    | 0-1           | 21 apr.       |
| 16 dic.      | 1-0          | Fiorentina-Brescia | 0-3           | 21 apr.       |
| 15 dic.      | 1-2          | Inter-Chievo       | 2-2           | 21 apr.       |
| 16 dic.      | 2-0          | Juventus-Piacenza  | 1-0           | 21 apr.       |
| 16 dic.      | 1-1          | Lecce-Torino       | 1-1           | 21 apr.       |
| 16 dic.      | 1-0          | Roma-Milan         | 0-0           | 21 apr.       |
| 16 dic.      | 2-1          | Venezia-Udinese    | 0-1           | 21 apr.       |
| 16 dic.      | 3-1          | Verona-Lazio       | 4-5           | 21 apr.       |

| andata (16ª) | andata (16ª) | 16ª giornata     | ritorno (33ª) | ritorno (33ª) |
|              |              |                  |               |               |
| 23 dic.      | 0-4          | Brescia-Juventus | 0-5           | 28 apr.       |
| 22 dic.      | 0-3          | Chievo-Roma      | 0-5           | 28 apr.       |
| 22 dic.      | 2-2          | Lazio-Bologna    | 0-2           | 28 apr.       |
| 23 dic.      | 2-1          | Milan-Verona     | 2-1           | 28 apr.       |
| 23 dic.      | 2-0          | Parma-Fiorentina | 2-1           | 28 apr.       |
| 23 dic.      | 2-0          | Perugia-Atalanta | 1-2           | 28 apr.       |
| 23 dic.      | 2-3          | Piacenza-Inter   | 1-3           | 28 apr.       |
| 23 dic.      | 1-2          | Torino-Venezia   | 1-1           | 28 apr.       |
| 23 dic.      | 0-1          | Udinese-Lecce    | 2-1           | 28 apr.       |

| andata (15ª) | andata (15ª) | 15ª giornata       | ritorno (32ª) | ritorno (32ª) |
|              |              |                    |               |               |
| 16 dic.      | 4-1          | Atalanta-Parma     | 1-1           | 21 apr.       |
| 16 dic.      | 2-1          | Bologna-Perugia    | 0-1           | 21 apr.       |
| 16 dic.      | 1-0          | Fiorentina-Brescia | 0-3           | 21 apr.       |
| 15 dic.      | 1-2          | Inter-Chievo       | 2-2           | 21 apr.       |
| 16 dic.      | 2-0          | Juventus-Piacenza  | 1-0           | 21 apr.       |
| 16 dic.      | 1-1          | Lecce-Torino       | 1-1           | 21 apr.       |
| 16 dic.      | 1-0          | Roma-Milan         | 0-0           | 21 apr.       |
| 16 dic.      | 2-1          | Venezia-Udinese    | 0-1           | 21 apr.       |
| 16 dic.      | 3-1          | Verona-Lazio       | 4-5           | 21 apr.       |

| andata (16ª) | andata (16ª) | 16ª giornata     | ritorno (33ª) | ritorno (33ª) |
|              |              |                  |               |               |
| 23 dic.      | 0-4          | Brescia-Juventus | 0-5           | 28 apr.       |
| 22 dic.      | 0-3          | Chievo-Roma      | 0-5           | 28 apr.       |
| 22 dic.      | 2-2          | Lazio-Bologna    | 0-2           | 28 apr.       |
| 23 dic.      | 2-1          | Milan-Verona     | 2-1           | 28 apr.       |
| 23 dic.      | 2-0          | Parma-Fiorentina | 2-1           | 28 apr.       |
| 23 dic.      | 2-0          | Perugia-Atalanta | 1-2           | 28 apr.       |
| 23 dic.      | 2-3          | Piacenza-Inter   | 1-3           | 28 apr.       |
| 23 dic.      | 1-2          | Torino-Venezia   | 1-1           | 28 apr.       |
| 23 dic.      | 0-1          | Udinese-Lecce    | 2-1           | 28 apr.       |

| \| andata (17ª) \| andata (17ª) \| 17ª giornata \| ritorno (34ª) \| ritorno (34ª) \| \| \| \| \| \| \| \| 6 gen. \| 1-2 \| Atalanta-Chievo \| 1-2 \| 5 mag. \| \| 6 gen. \| 2-1 \| Bologna-Brescia \| 0-3 \| 5 mag. \| \| 6 gen. \| 1-3 \| Fiorentina-Perugia \| 0-2 \| 5 mag. \| \| 6 gen. \| 0-0 \| Inter-Lazio \| 2-4 \| 5 mag. \| \| 6 gen. \| 3-0 \| Juventus-Udinese \| 2-0 \| 5 mag. \| \| 5 gen. \| 0-1 \| Lecce-Milan \| 0-3 \| 5 mag. \| \| 6 gen. \| 1-0 \| Roma-Torino \| 1-0 \| 5 mag. \| \| 6 gen. \| 3-4 \| Venezia-Parma \| 1-2 \| 5 mag. \| \| 6 gen. \| 1-0 \| Verona-Piacenza \| 0-3 \| 5 mag. \| |              |                    |               |               |
| andata (17ª) | andata (17ª) | 17ª giornata       | ritorno (34ª) | ritorno (34ª) |
| |              |                    |               |               |
| 6 gen. | 1-2          | Atalanta-Chievo    | 1-2           | 5 mag.        |
| 6 gen. | 2-1          | Bologna-Brescia    | 0-3           | 5 mag.        |
| 6 gen. | 1-3          | Fiorentina-Perugia | 0-2           | 5 mag.        |
| 6 gen. | 0-0          | Inter-Lazio        | 2-4           | 5 mag.        |
| 6 gen. | 3-0          | Juventus-Udinese   | 2-0           | 5 mag.        |
| 5 gen. | 0-1          | Lecce-Milan        | 0-3           | 5 mag.        |
| 6 gen. | 1-0          | Roma-Torino        | 1-0           | 5 mag.        |
| 6 gen. | 3-4          | Venezia-Parma      | 1-2           | 5 mag.        |
| 6 gen. | 1-0          | Verona-Piacenza    | 0-3           | 5 mag.        |

| andata (17ª) | andata (17ª) | 17ª giornata       | ritorno (34ª) | ritorno (34ª) |
|              |              |                    |               |               |
| 6 gen.       | 1-2          | Atalanta-Chievo    | 1-2           | 5 mag.        |
| 6 gen.       | 2-1          | Bologna-Brescia    | 0-3           | 5 mag.        |
| 6 gen.       | 1-3          | Fiorentina-Perugia | 0-2           | 5 mag.        |
| 6 gen.       | 0-0          | Inter-Lazio        | 2-4           | 5 mag.        |
| 6 gen.       | 3-0          | Juventus-Udinese   | 2-0           | 5 mag.        |
| 5 gen.       | 0-1          | Lecce-Milan        | 0-3           | 5 mag.        |
| 6 gen.       | 1-0          | Roma-Torino        | 1-0           | 5 mag.        |
| 6 gen.       | 3-4          | Venezia-Parma      | 1-2           | 5 mag.        |
| 6 gen.       | 1-0          | Verona-Piacenza    | 0-3           | 5 mag.        |

## Statistiche

### Squadre

#### Capoliste solitarie
|    | —— | ——  | —— | ——    | ——    | ——    | ——     | ——     | ——     | ——     | ——     | ——    | ——    | ——  | ——  | ——   | ——   | ——  | ——   | ——   | ——   | ——  | ——  | ——  | ——  | ——  | ——    | ——    | ——    | ——    | ——    | ——    | ——  | —— |  |
|    |    | Juv |    | Inter | Inter | Inter | Chievo | Chievo | Chievo | Chievo | Chievo | Inter | Inter | Chi | Int | Roma | Roma | Int | Roma | Roma | Roma | Juv |     | Int |     |     | Inter | Inter | Inter | Inter | Inter | Inter | Juv |    |  |
|    |    |     |    |       |       |       |        |        |        |        |        |       |       |     |     |      |      |     |      |      |      |     |     |     |     |     |       |       |       |       |       |       |     |    |  |
|    |    |     |    |       |       |       |        |        |        |        |        |       |       |     |     |      |      |     |      |      |      |     |     |     |     |     |       |       |       |       |       |       |     |    |  |
| 1ª | 2ª | 3ª  | 4ª | 5ª    | 6ª    | 7ª    | 8ª     | 9ª     | 10ª    | 11ª    | 12ª    | 13ª   | 14ª   | 15ª | 16ª | 17ª  | 18ª  | 19ª | 20ª  | 21ª  | 22ª  | 23ª | 24ª | 25ª | 26ª | 27ª | 28ª   | 29ª   | 30ª   | 31ª   | 32ª   | 33ª   | 34ª |    |  |

#### Classifica in divenire
|            | 1ª | 2ª | 3ª | 4ª | 5ª | 6ª | 7ª | 8ª | 9ª | 10ª | 11ª | 12ª | 13ª | 14ª | 15ª | 16ª | 17ª | 18ª | 19ª | 20ª | 21ª | 22ª | 23ª | 24ª | 25ª | 26ª | 27ª | 28ª | 29ª | 30ª | 31ª | 32ª | 33ª | 34ª |
|            |    |    |    |    |    |    |    |    |    |     |     |     |     |     |     |     |     |     |     |     |     |     |     |     |     |     |     |     |     |     |     |     |     |     |
| ---------- | -- | -- | -- | -- | -- | -- | -- | -- | -- | --- | --- | --- | --- | --- | --- | --- | --- | --- | --- | --- | --- | --- | --- | --- | --- | --- | --- | --- | --- | --- | --- | --- | --- | --- |
| Atalanta   | 0  | 0  | 0  | 3  | 4  | 5  | 5  | 5  | 8  | 9   | 12  | 15  | 15  | 18  | 21  | 21  | 21  | 22  | 22  | 25  | 25  | 26  | 27  | 27  | 30  | 33  | 33  | 36  | 37  | 40  | 41  | 42  | 45  | 45  |
| Bologna    | 3  | 3  | 6  | 9  | 9  | 9  | 12 | 13 | 14 | 17  | 17  | 17  | 20  | 20  | 23  | 24  | 27  | 28  | 31  | 31  | 32  | 35  | 38  | 41  | 41  | 44  | 45  | 48  | 48  | 49  | 49  | 49  | 52  | 52  |
| Brescia    | 1  | 4  | 5  | 5  | 6  | 7  | 8  | 11 | 14 | 14  | 15  | 18  | 18  | 18  | 18  | 18  | 18  | 19  | 19  | 22  | 22  | 23  | 24  | 25  | 26  | 29  | 30  | 33  | 33  | 34  | 34  | 37  | 37  | 40  |
| Chievo     | 3  | 6  | 6  | 9  | 12 | 15 | 16 | 19 | 22 | 23  | 23  | 26  | 26  | 29  | 32  | 32  | 35  | 36  | 36  | 36  | 37  | 37  | 38  | 39  | 40  | 41  | 42  | 45  | 46  | 47  | 50  | 51  | 51  | 54  |
| Fiorentina | 0  | 0  | 3  | 3  | 6  | 7  | 7  | 7  | 10 | 10  | 11  | 11  | 11  | 11  | 14  | 14  | 14  | 15  | 16  | 16  | 17  | 17  | 17  | 17  | 20  | 21  | 22  | 22  | 22  | 22  | 22  | 22  | 22  | 22  |
| Inter      | 3  | 4  | 7  | 10 | 13 | 16 | 17 | 17 | 18 | 21  | 22  | 25  | 28  | 31  | 31  | 34  | 35  | 38  | 41  | 42  | 43  | 43  | 46  | 49  | 52  | 53  | 56  | 59  | 62  | 62  | 65  | 66  | 69  | 69  |
| Juventus   | 3  | 6  | 9  | 10 | 10 | 11 | 12 | 13 | 14 | 15  | 18  | 18  | 21  | 22  | 25  | 28  | 31  | 34  | 37  | 40  | 43  | 44  | 47  | 48  | 51  | 52  | 55  | 55  | 56  | 59  | 62  | 65  | 68  | 71  |
| Lazio      | 1  | 2  | 3  | 3  | 4  | 4  | 7  | 8  | 8  | 11  | 14  | 17  | 20  | 23  | 23  | 24  | 25  | 25  | 28  | 28  | 29  | 29  | 30  | 33  | 36  | 36  | 37  | 40  | 41  | 44  | 47  | 50  | 50  | 53  |
| Lecce      | 1  | 4  | 5  | 6  | 6  | 6  | 9  | 9  | 9  | 9   | 12  | 13  | 13  | 13  | 14  | 17  | 17  | 18  | 19  | 19  | 19  | 20  | 20  | 23  | 24  | 24  | 24  | 24  | 27  | 27  | 27  | 28  | 28  | 28  |
| Milan      | 1  | 4  | 7  | 10 | 10 | 11 | 12 | 15 | 16 | 16  | 17  | 20  | 23  | 24  | 24  | 27  | 30  | 31  | 32  | 32  | 33  | 34  | 35  | 38  | 38  | 38  | 41  | 44  | 47  | 48  | 48  | 49  | 52  | 55  |
| Parma      | 1  | 2  | 2  | 5  | 6  | 6  | 7  | 7  | 8  | 11  | 11  | 11  | 11  | 11  | 11  | 14  | 17  | 18  | 18  | 21  | 24  | 27  | 27  | 30  | 31  | 31  | 31  | 34  | 34  | 37  | 37  | 38  | 41  | 44  |
| Perugia    | 0  | 1  | 2  | 2  | 5  | 8  | 9  | 9  | 12 | 12  | 13  | 13  | 13  | 16  | 16  | 19  | 22  | 22  | 22  | 25  | 26  | 27  | 30  | 30  | 33  | 33  | 36  | 36  | 37  | 37  | 40  | 43  | 43  | 46  |
| Piacenza   | 1  | 1  | 4  | 4  | 7  | 10 | 11 | 11 | 11 | 11  | 12  | 12  | 15  | 18  | 18  | 18  | 18  | 21  | 22  | 22  | 23  | 24  | 27  | 27  | 28  | 31  | 32  | 32  | 33  | 36  | 39  | 39  | 39  | 42  |
| Roma       | 1  | 2  | 2  | 5  | 8  | 9  | 10 | 13 | 16 | 17  | 18  | 21  | 24  | 27  | 30  | 33  | 36  | 39  | 40  | 43  | 44  | 45  | 46  | 49  | 50  | 53  | 56  | 56  | 59  | 60  | 63  | 64  | 67  | 70  |
| Torino     | 1  | 1  | 2  | 2  | 2  | 5  | 6  | 9  | 9  | 12  | 13  | 16  | 16  | 16  | 17  | 17  | 17  | 20  | 23  | 26  | 27  | 28  | 31  | 32  | 32  | 33  | 33  | 36  | 39  | 40  | 41  | 42  | 43  | 43  |
| Udinese    | 1  | 2  | 2  | 5  | 5  | 8  | 9  | 12 | 12 | 15  | 15  | 15  | 18  | 21  | 21  | 21  | 21  | 21  | 22  | 25  | 26  | 29  | 29  | 29  | 29  | 30  | 31  | 31  | 34  | 34  | 34  | 37  | 40  | 40  |
| Venezia    | 0  | 0  | 0  | 0  | 0  | 0  | 1  | 2  | 2  | 3   | 3   | 4   | 4   | 4   | 7   | 10  | 10  | 10  | 10  | 11  | 12  | 15  | 15  | 15  | 15  | 15  | 16  | 16  | 16  | 17  | 17  | 17  | 18  | 18  |
| Verona     | 1  | 4  | 5  | 5  | 8  | 8  | 8  | 11 | 12 | 13  | 16  | 16  | 19  | 19  | 22  | 22  | 25  | 25  | 28  | 28  | 31  | 32  | 32  | 32  | 32  | 35  | 35  | 35  | 35  | 36  | 39  | 39  | 39  | 39  |

 Nota: la 6ª giornata si è disputata effettivamente tra la 15ª e la 16ª, pertanto la tabella potrebbe rispecchiare solo in parte il reale andamento delle squadre in quel periodo di tempo. 

#### Primati stagionali
- Maggior numero di partite vinte: Inter, Juventus (20)
- Minor numero di partite perse: Roma (2)
- Maggior numero di pareggi: Brescia, Milan, Roma, Torino (13)
- Minor numero di partite vinte: Venezia (3)
- Maggior numero di partite perse: Fiorentina, Venezia (22)
- Minor numero di pareggi: Verona (6)
- Massimo dei punti in casa: Roma (43)
- Minimo dei punti in casa: Venezia (12)
- Massimo dei punti in trasferta: Inter (33)
- Minimo dei punti in trasferta: Venezia (6)
- Massimo delle reti segnate: Juventus (64 reti all'attivo)
- Minimo delle reti subite: Juventus (23 reti al passivo)
- Miglior differenza reti: Juventus (+41)
- Miglior quoziente-reti: Juventus (2,78)
- Minimo delle reti segnate: Fiorentina (29 reti all'attivo)
- Massimo delle reti subite: Fiorentina (63 reti al passivo)
- Peggior differenza reti: Fiorentina (−34)
- Peggior quoziente-reti: Fiorentina (0,46)
- Partita con più reti segnate: Lazio - Verona 5-4 (9)
- Partita con maggiore scarto di reti: Lazio - Brescia 5-0, Lazio - Perugia 5-0, Piacenza - Venezia 5-0, Juventus-Brescia 5-0. (5)

### Individuali
Da segnalare il poker messo a segno da Vincenzo Montella in Lazio-Roma 1-5 della 26ª giornata.

#### Classifica marcatori
Classifica tratta dal sito della Lega Serie A.
| Gol | Rigori |  | Giocatore            | Squadra  |
| --- | ------ |  | -------------------- | -------- |
| 24  |        |  | David Trezeguet      | Juventus |
| 24  | 6      |  | Dario Hübner         | Piacenza |
| 22  | 4      |  | Christian Vieri      | Inter    |
| 20  | 1      |  | Marco Di Vaio        | Parma    |
| 18  | 4      |  | Filippo Maniero      | Venezia  |
| 16  | 3      |  | Cristiano Doni       | Atalanta |
| 16  | 4      |  | Alessandro Del Piero | Juventus |
| 14  | 3      |  | Andrij Ševčenko      | Milan    |
| 14  | 6      |  | Roberto Muzzi        | Udinese  |
| 13  |        |  | Massimo Marazzina    | Chievo   |
| 13  |        |  | Luca Toni            | Brescia  |
| 13  | 2      |  | Hernán Crespo        | Lazio    |
| 13  | 3      |  | Vincenzo Montella    | Roma     |
| 12  | 2      |  | Adrian Mutu          | Verona   |
| 11  | 1      |  | Ernesto Chevantón    | Lecce    |
| 11  | 3      |  | Roberto Baggio       | Brescia  |

### Media spettatori
Media spettatori della Serie A 2001-02: 25 992
| Club       | Pos. | Media  | Max.   | Totale    |
| ---------- | ---- | ------ | ------ | --------- |
| Inter      | 1    | 62 434 | 79 188 | 1 061 370 |
| Roma       | 2    | 59 402 | 76 528 | 1 009 840 |
| Milan      | 3    | 58 616 | 81 691 | 996 476   |
| Lazio      | 4    | 42 684 | 75 333 | 725 626   |
| Juventus   | 5    | 40 687 | 53 661 | 691 679   |
| Bologna    | 6    | 22 843 | 35 756 | 388 325   |
| Torino     | 7    | 19 002 | 52 597 | 323 029   |
| Fiorentina | 8    | 18 835 | 32 234 | 320 197   |
| Verona     | 9    | 18 381 | 38 356 | 312 485   |
| Parma      | 10   | 17 956 | 27 498 | 305 250   |
| Atalanta   | 11   | 16 522 | 24 386 | 280 881   |
| Chievo     | 12   | 16 061 | 36 997 | 273 044   |
| Udinese    | 13   | 15 809 | 32 167 | 268 755   |
| Lecce      | 14   | 15 594 | 32 236 | 265 097   |
| Brescia    | 15   | 15 165 | 20 144 | 257 806   |
| Perugia    | 16   | 10 456 | 21 563 | 177 746   |
| Piacenza   | 17   | 9 533  | 18 778 | 162 068   |
| Venezia    | 18   | 7 870  | 11 718 | 133 797   |